# Невронаука
Невронауката e научното изследване на нервната система.
Традиционно разглеждана като раздел от биологията под името невробиология, днес тя е интердисциплинарна наука, сътрудничеща си с области като химията, компютърните науки, инженерната наука, лингвистиката, математиката, медицината и дисциплини като философията, физиката и психологията.
Невробиологията обикновено се разглежда в пряка връзка с генетиката, биохимията и физиологията, а една от основните задачи пред нея е да изучи в детайли морфологията и начина на действие на централната нервна система при различните организми.
Понятието невронаука се разглежда като покриващо цялостното научно изучаване на нервната система, включително нейните аспекти – молекулярни, клетъчни, свързани с развитието, структурни, функционални, еволюционни, изчислителни и медицински.